# Z Ursae Minoris
Désignations
Z Ursae Minoris est une étoile de la constellation de la Petite Ourse. Cette étoile carbonée de type C est également une rare variable de type R Coronae Borealis, sa variabilité ayant été confirmée en 2006 après une analyse de son spectre. Observée pour la première fois en tant qu'étoile variable en 1934, sa luminosité diminua brutalement de 6 magnitudes en 1992 et elle a été par la suite diagnostiquée comme une étoile de type RCB. Jusqu'alors on pensait qu'il s'agissait d'une variable à longue période (de type Mira).